# Ragnar Ossian Swensson

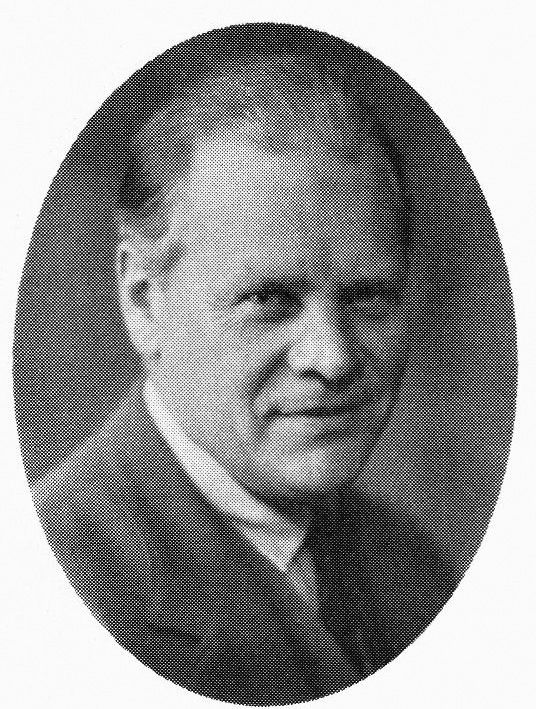
Ragnar Ossian Swensson

Ragnar Ossian "R O" Swensson, född 31 december 1882 i Torslanda, Göteborgs och Bohus län, död 5 juni 1959 i Öckerö församling, var en svensk arkitekt och bildhuggare i huvudsak verksam i Göteborg. Han var även aktiv som seglare. 

## Biografi

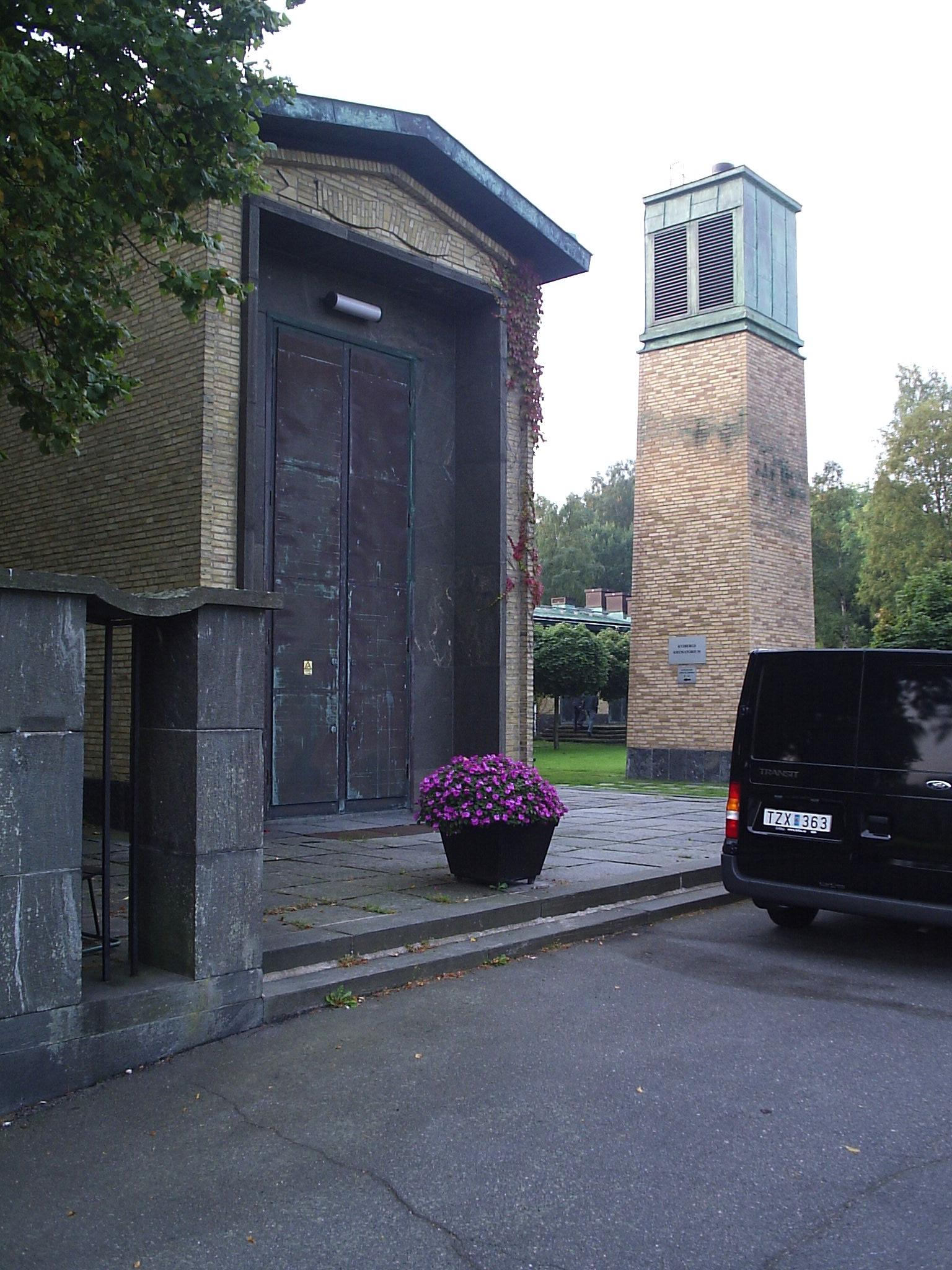
Helga Korsets kapell är sedan 1999 krematorium.

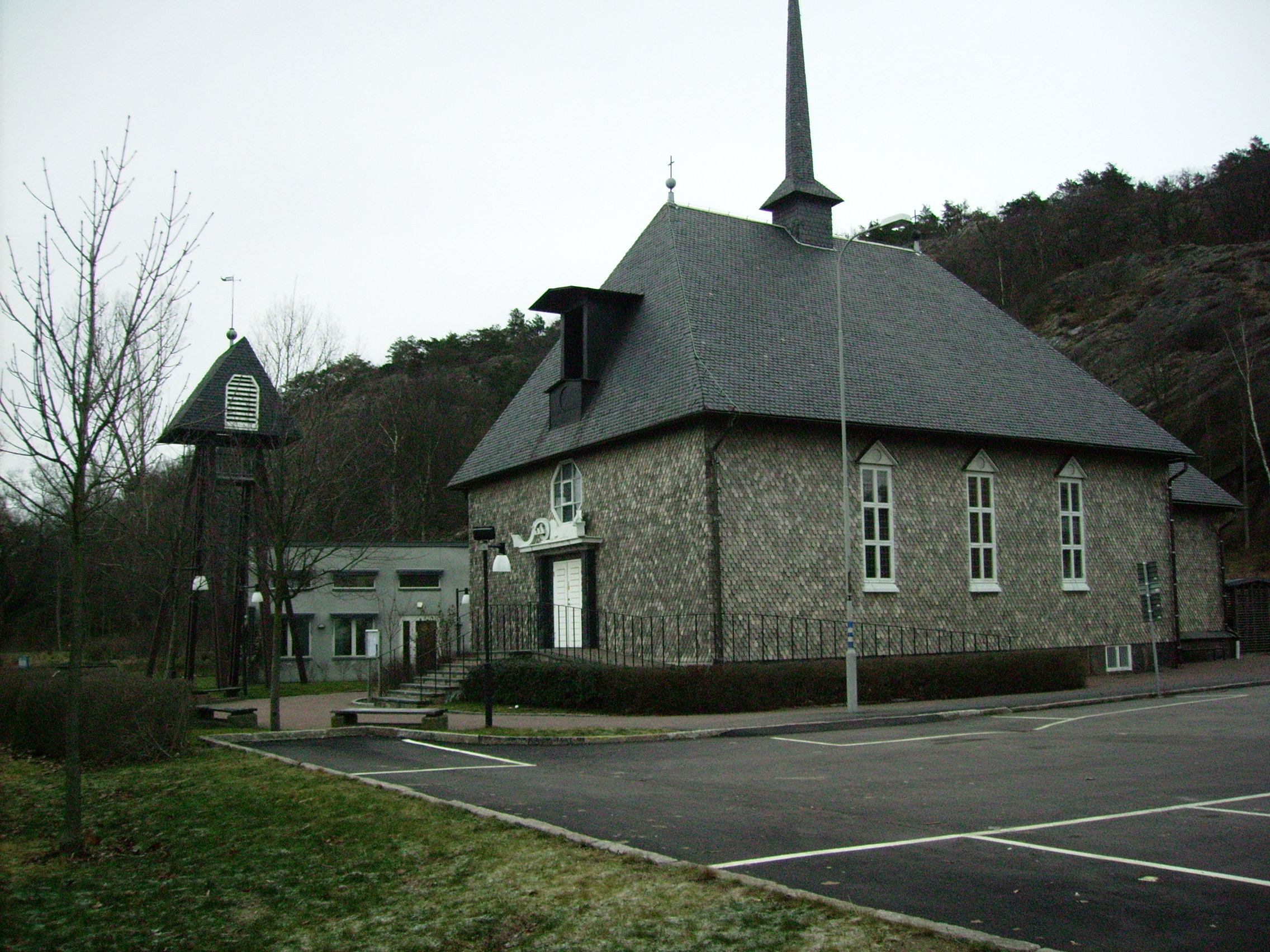
Nylöse kyrka, 1954

Han var son till folkskolläraren Amandus Swensson och Eva Wessberg och gift med Signe Gertrud Gullbring samt far till Göran Erro. Swensson studerade vid Chalmers tekniska institut 1899–1904 och vid Konstakademien 1904–1907.  Han var anställd hos Hans Hedlund 1907, hos Arvid Bjerke 1908–1911 och var kompanjon med denne 1911–1922. Han var även verksam i arkitektkonsortiet ARES, samt hade egen verksamhet i Göteborg från 1922. Bland hans arbeten märks Par Bricoles ordenshus och studentkårens byggnad i Göteborg. Bland hans bildhuggeriarbeten märks skulpturen Loke som han  färdigställde 1903. Vid sidan av sitt arbete var han periodvis lärare i perspektivteckning vid Slöjdföreningens skola i Göteborg 1920–1921 och medarbetare vid Jubileumsutställningen i Göteborg 1923. 
Swensson utformade Göteborgs stads förtjänsttecken och mottog själv förtjänsttecknet vid den första utdelningen den 4 juni 1948.
Swensson seglade för Göteborgs Kungliga Segelsällskap och blev olympisk silvermedaljör i klassen 40 m² skärgårdskryssare i Antwerpen 1920. Det var två deltagande båtar i klassen.
Han är begravd på Östra kyrkogården i Göteborg.

## Byggnader i urval
- Wijks villa (1913) – tillsammans med Arvid Bjerke, Lorensbergs villastad.
- Silvénska villan (1915–1916), - tillsammans med Arvid Bjerke, Säffle
- Vasaskolan, Göteborg (1916) - tillsammans med Arvid Bjerke.
- Nordhemsskolan (1917) - tillsammans med Arvid Bjerke.
- Amerikahuset (1920) i Göteborg, även det tillsammans med Bjerke.
- Helga Korsets kapell (1926) på Kvibergs kyrkogård i Göteborg.
- Gamlestadens kapell (1928) i Göteborg.
- Affärslängan vid Cirkus (1932) i Lorensbergsparken i Göteborg. Riven.
- Kungsladugårdsskolan (1932) i Göteborg.
- Studentföreningens kårhus (1932) vid Götabergsgatan i Göteborg.
- GP-huset (1935) i Göteborg.
- Flickläroverket/Kjellbergska gymnasiet (1935) i Göteborg.
- Vita bandet (1937) i Slottsskogen i Göteborg.
- Kvinnokliniken (1939) vid Sahlgrenska sjukhuset.
- Smyrnakyrkan (1941) vid Storgatan i Göteborg.
- Nylöseskolan (1941) vid Ambrosiusgatan i Göteborg.
- Böskolan (1942) vid Lilla Danska vägen i Göteborg.
- Jubileumskliniken (1942) vid Sahlgrenska sjukhuset.
- Nya Sjömanshemmet (1943) vid Masthuggstorget i Göteborg.
- Kärralundsskolan (1949–50, tillsammans med Mandus Mandelius) i Göteborg
- Johannebergsskolan (1950, tillsammans med Mandelius)[3] i Göteborg
- Gamlestadsskolan (tillbyggnad 1952–53, tillsammans med Mandelius) i Göteborg
- Nylöse kyrka (om- och tillbyggnad samt klockstapel 1954, tillsammans med Mandelius)[4] i Göteborg

## Galleri

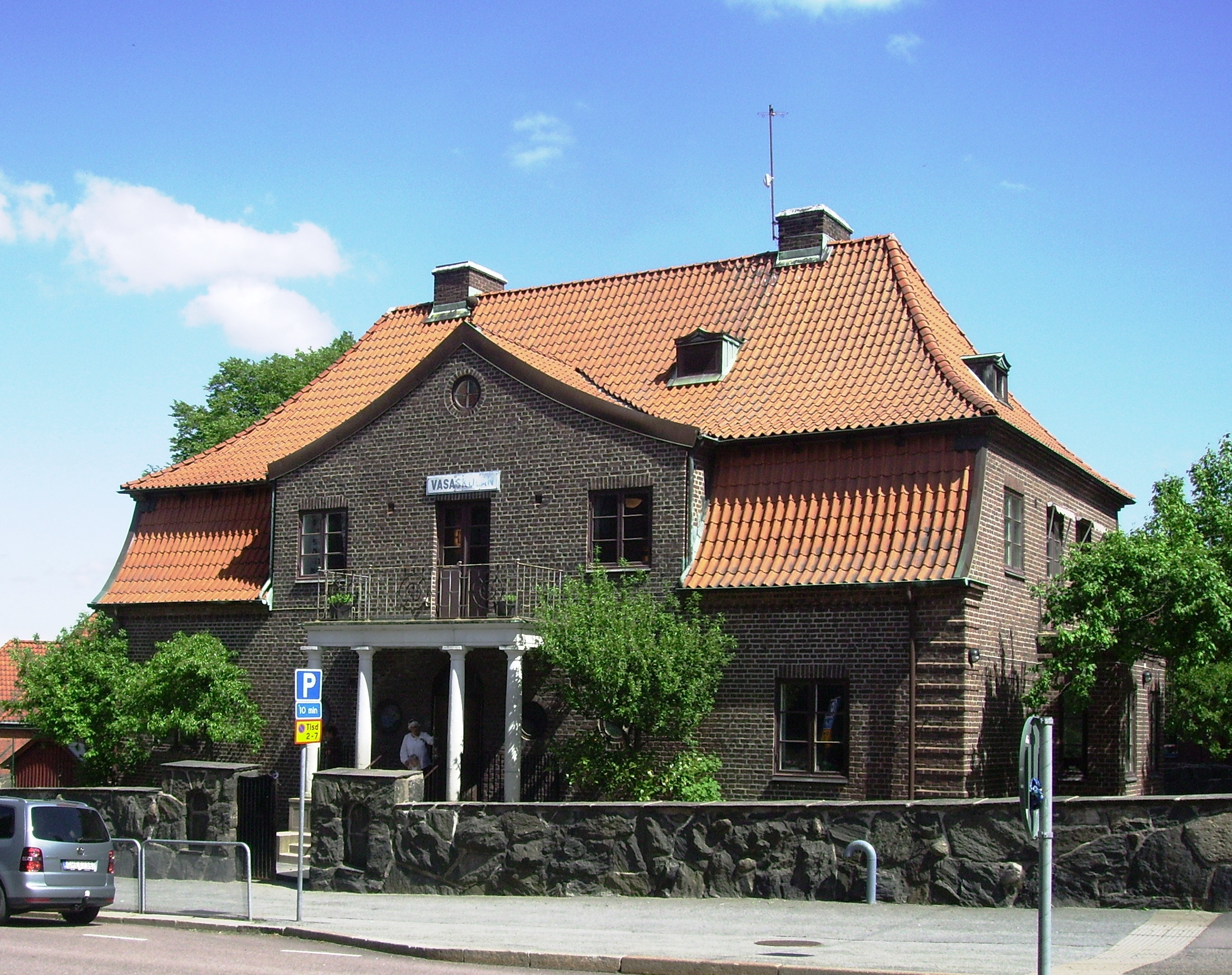
Vasaskolan, 1916
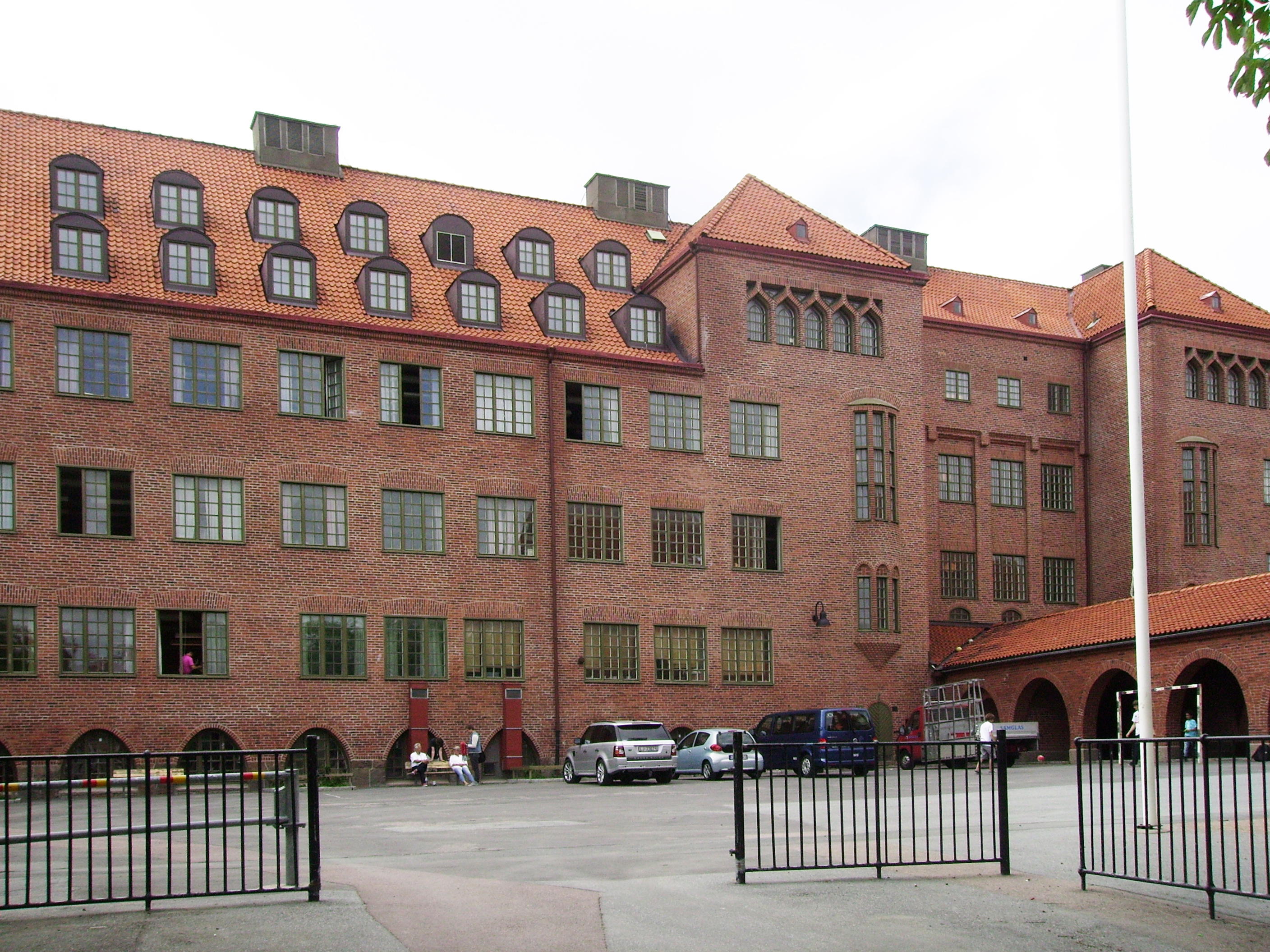
Nordhemsskolan, 1917
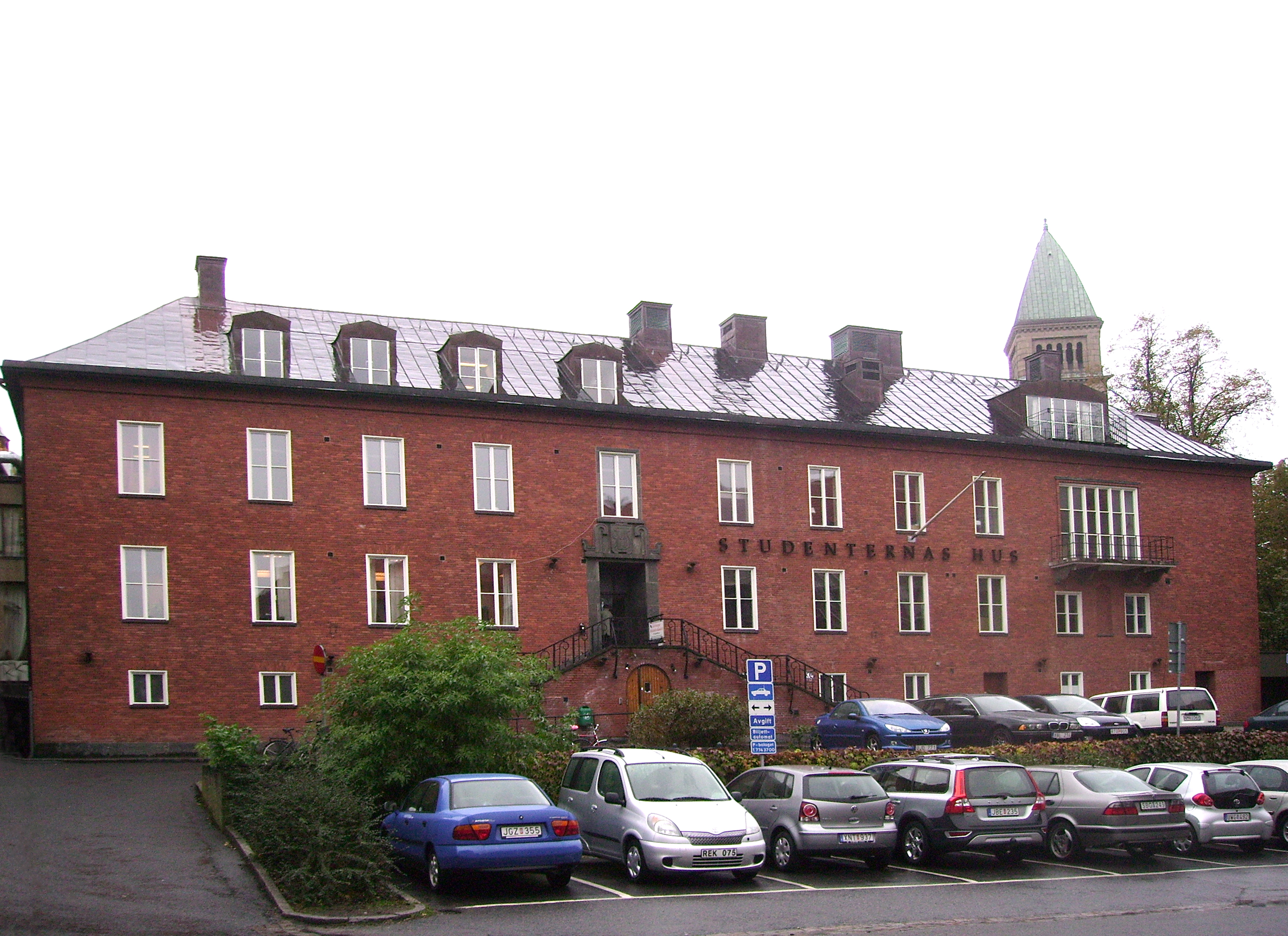
Studenternas hus, 1932
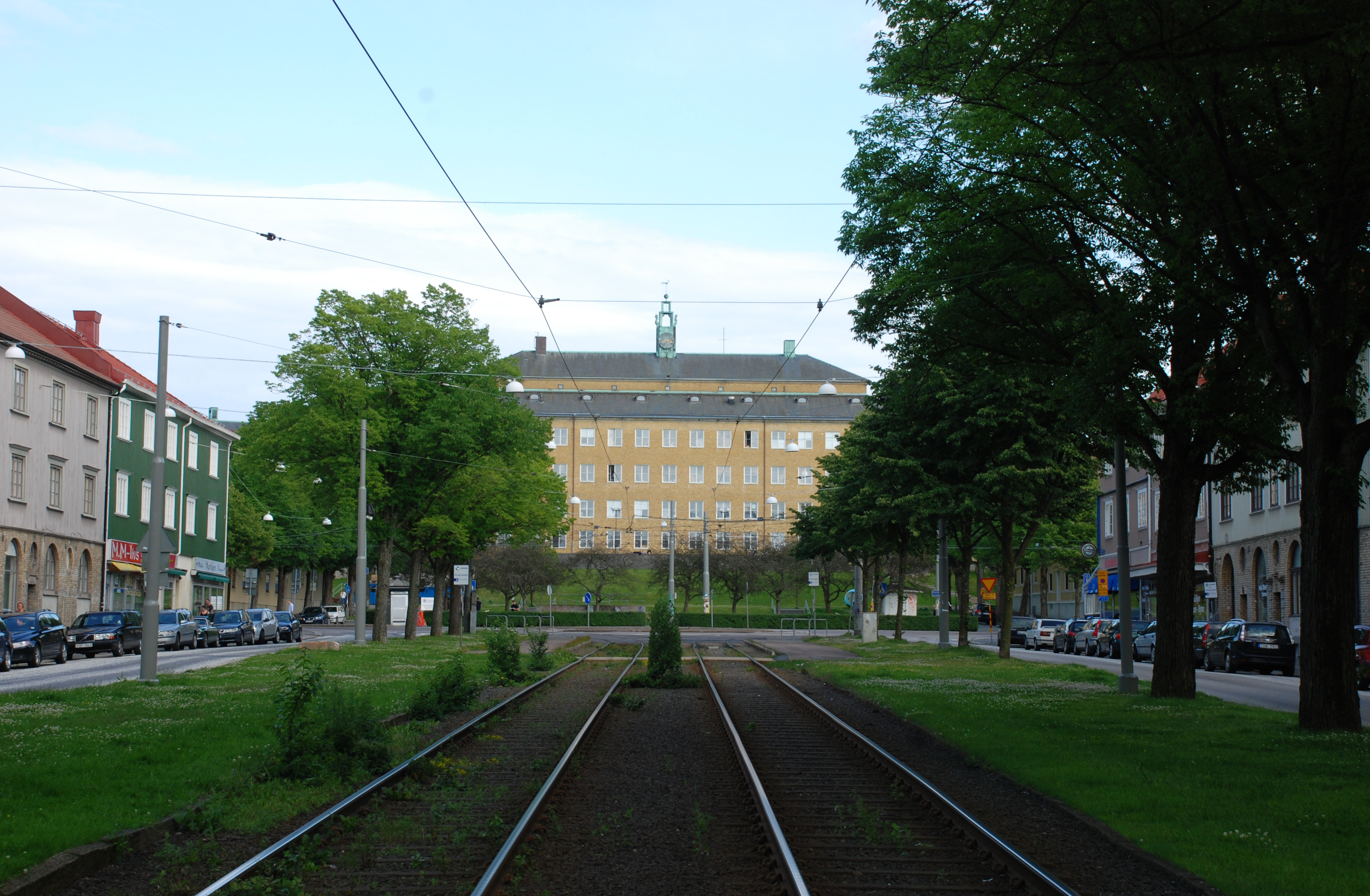
Kungsladugårdsskolan, 1932
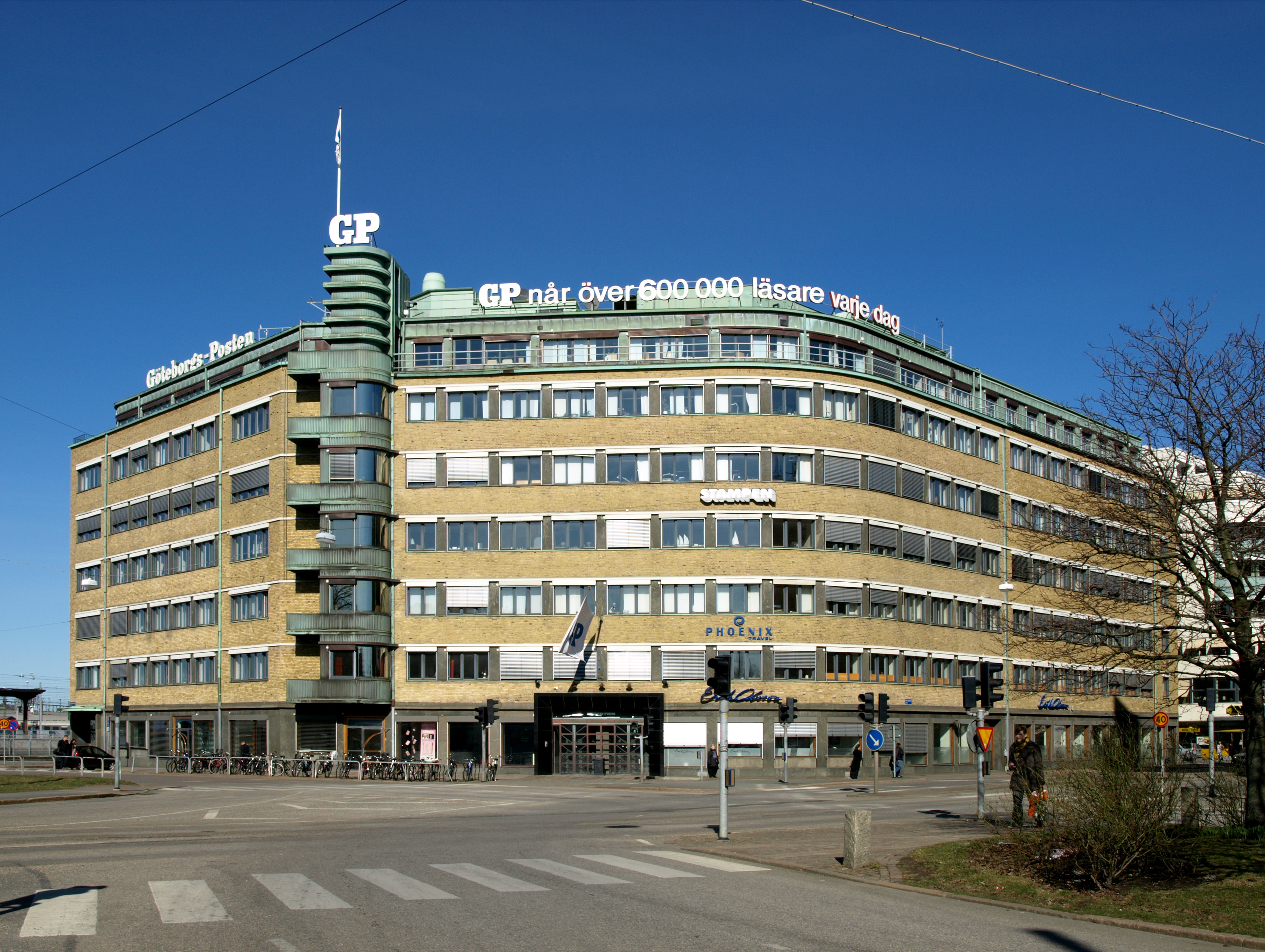
GP-huset. 1935
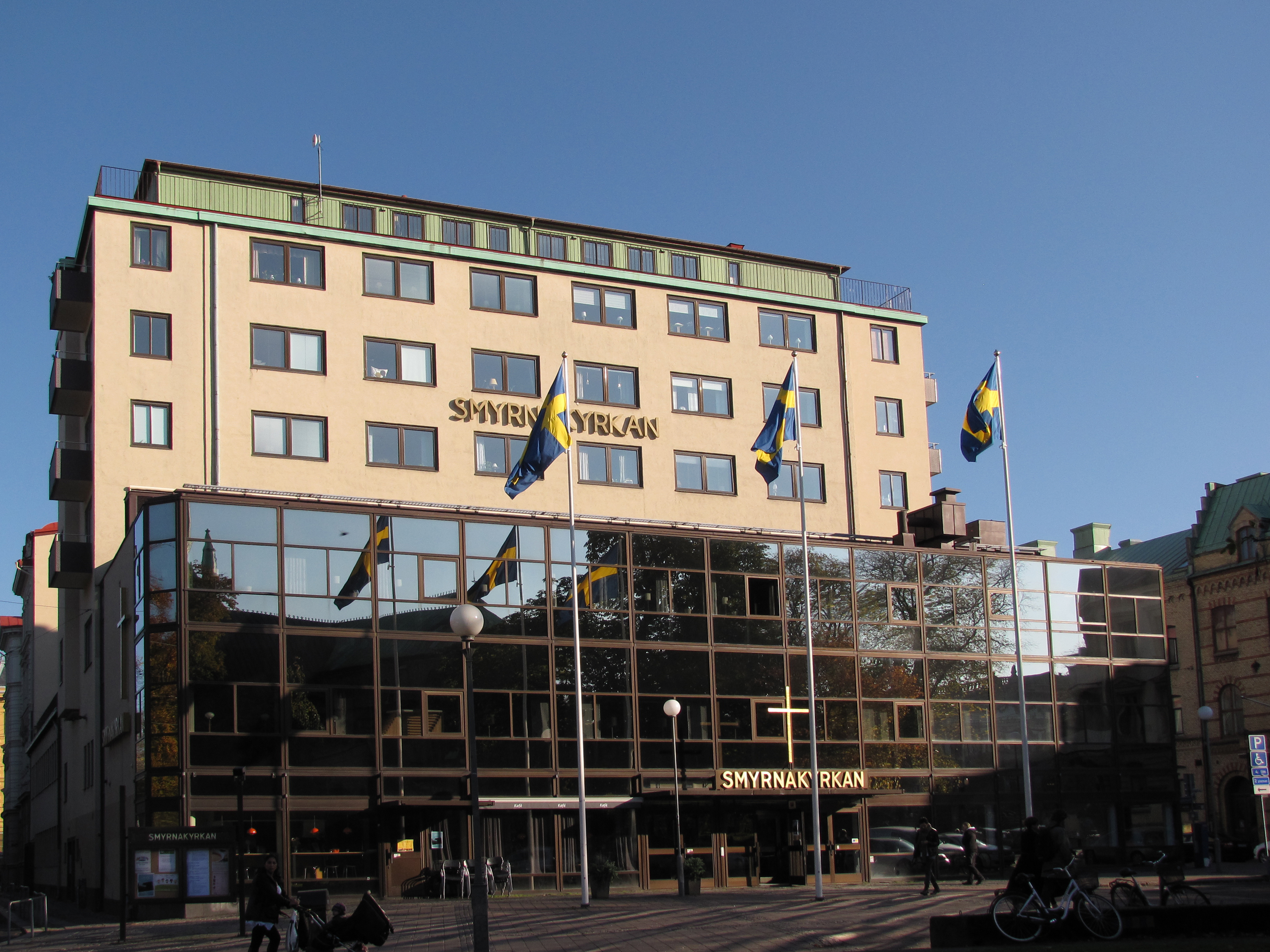
Smyrnakyrkan, 1941
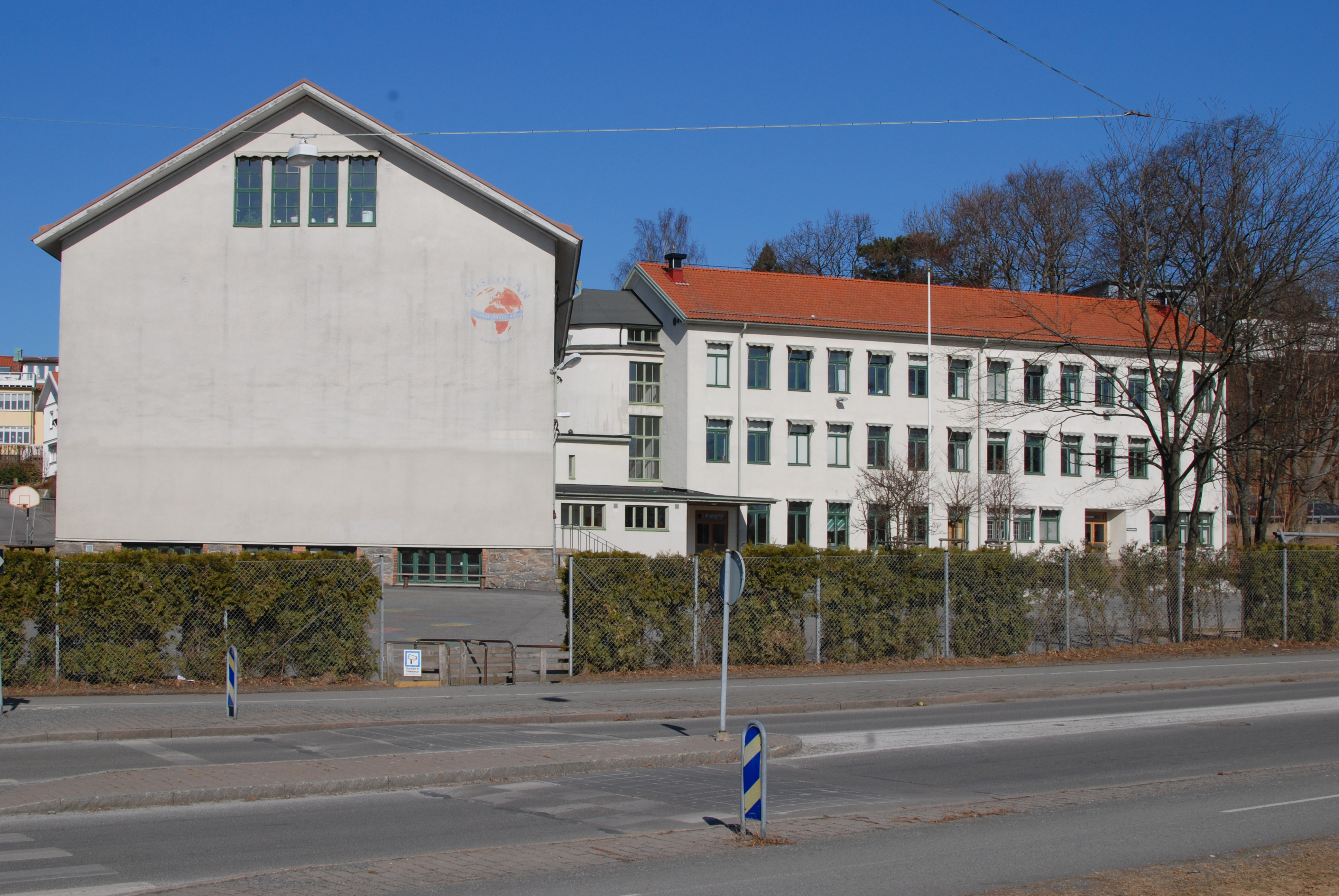
Böskolan, 1942
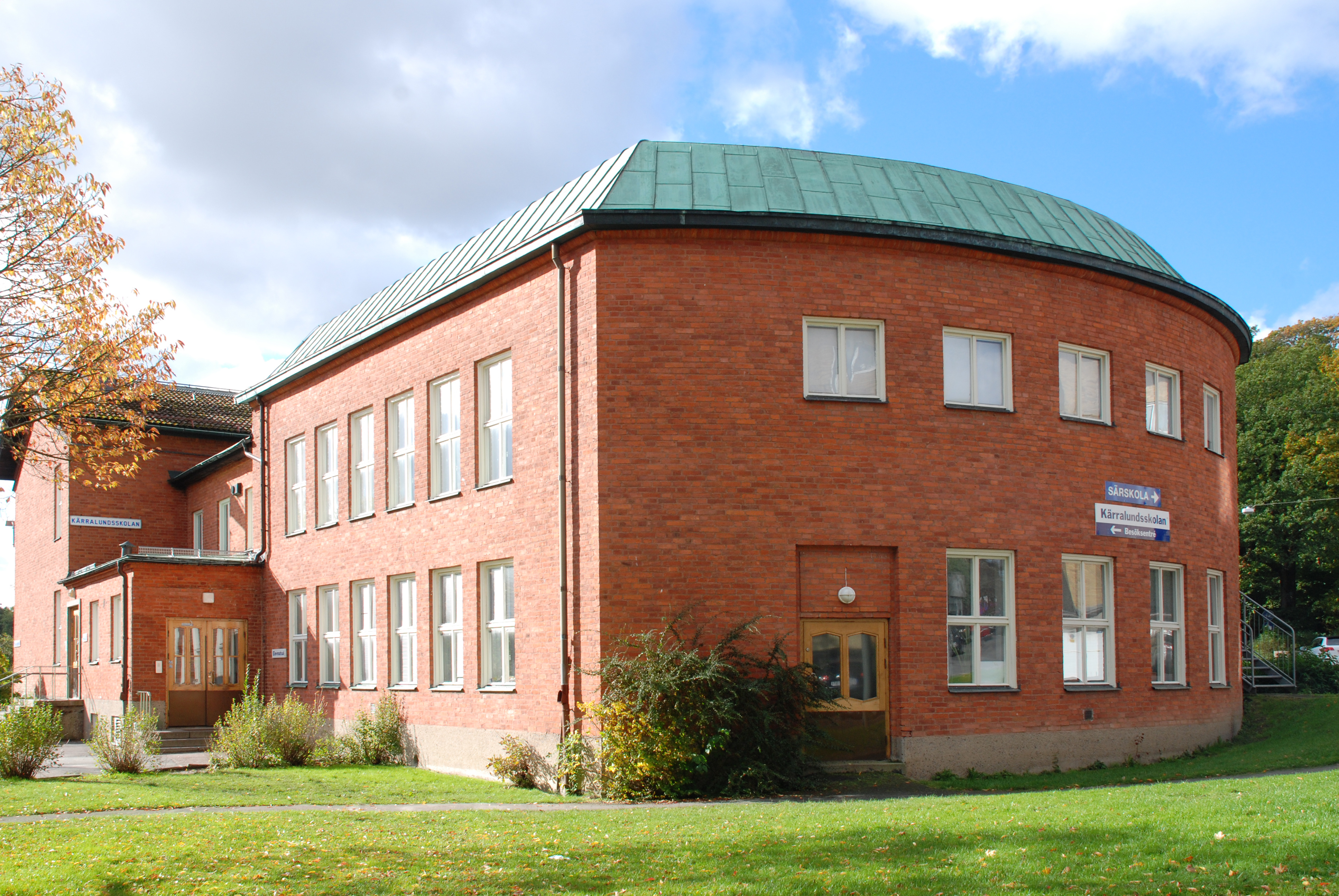
Kärralundsskolan, 1950